# Berzelii park

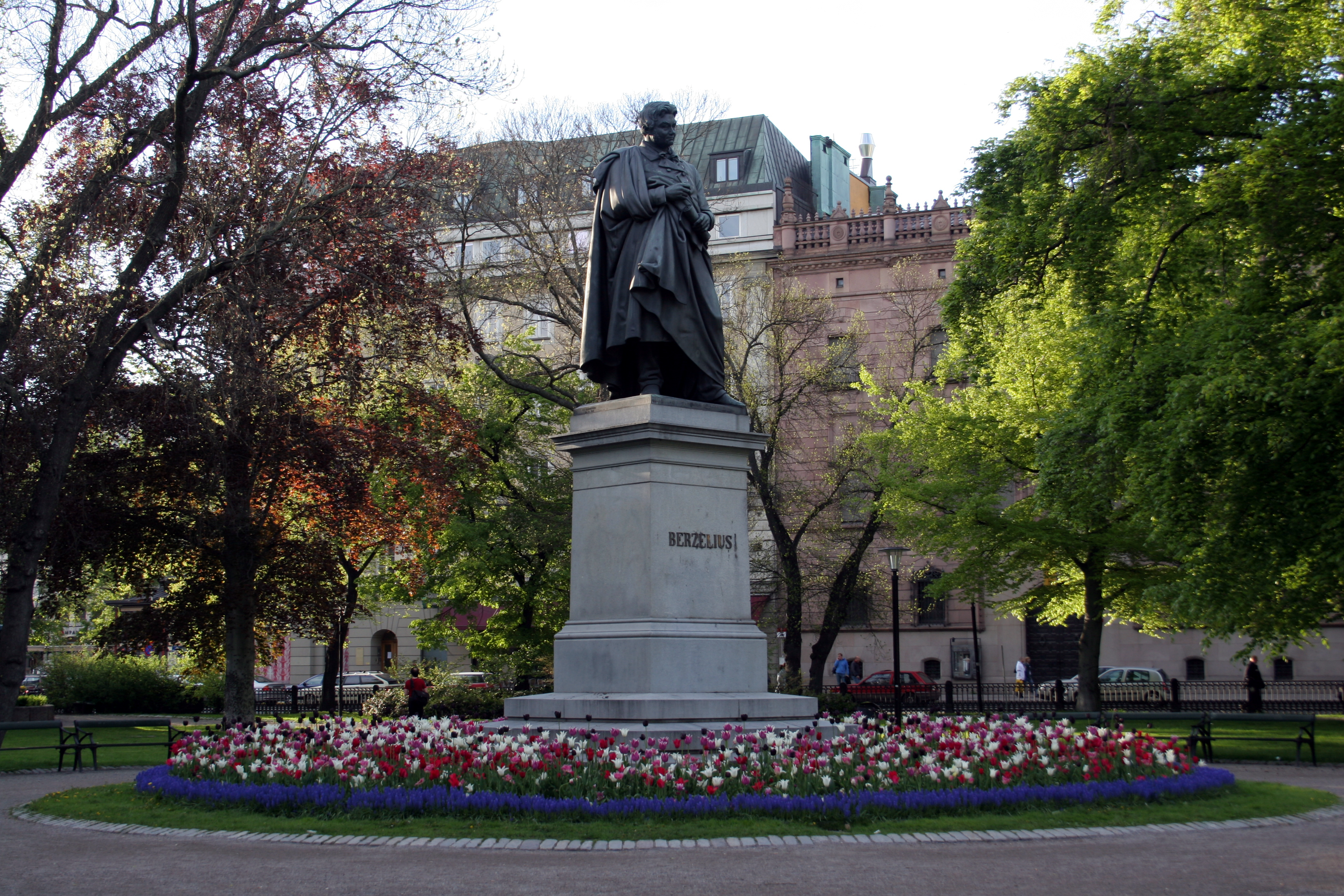
Berzelii park.

Berzelii park är en park i centrala Stockholm mellan Nybroplan, Hamngatan och Norrmalmstorg. Där parken ligger sträckte sig tidigare den stinkande Packaretorgsviken vilken på 1830-talet började fyllas igen. Parken utformades av trädgårdsarkitekten Knut Forsberg. Sitt nuvarande namn fick Berzelii park i samband med att Carl Gustaf Qvarnströms staty av kemisten Jöns Jacob Berzelius avtäcktes 1858.

## Historik

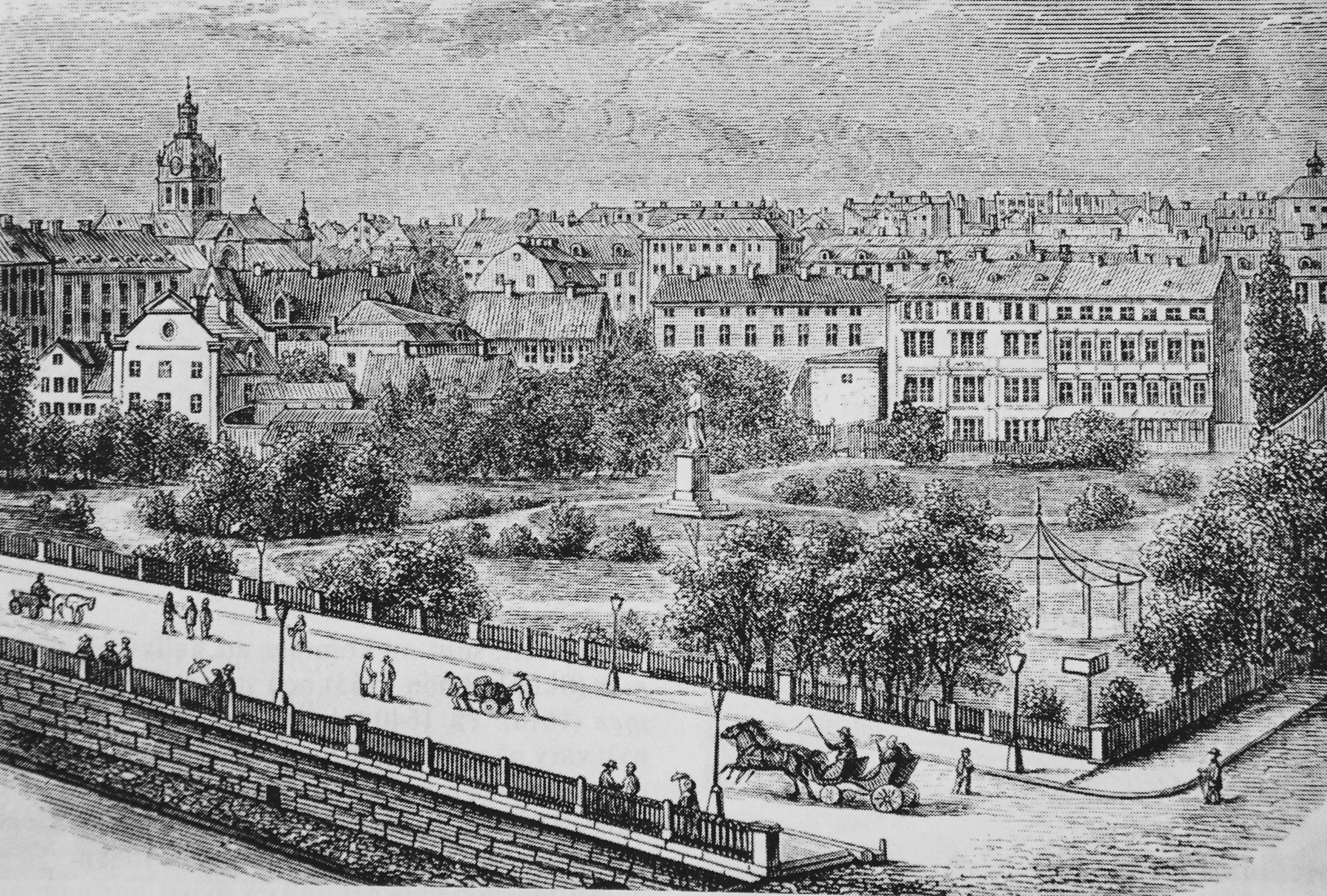
Den nyanlagda parken med Nybron (Ladugårdslandsbron) i förgrunden, 1850-tal.

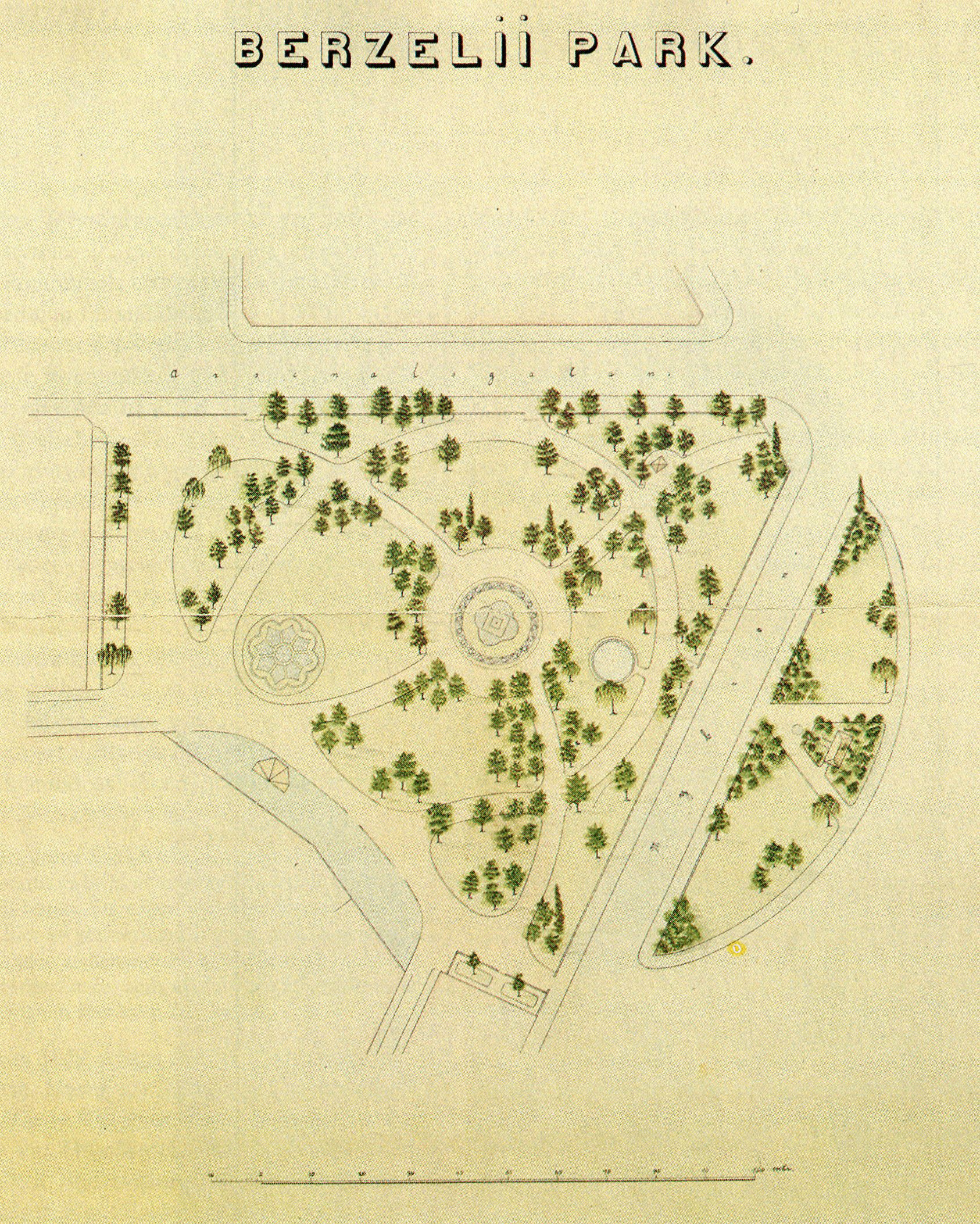
Berzelii park ritning 1850-tal.

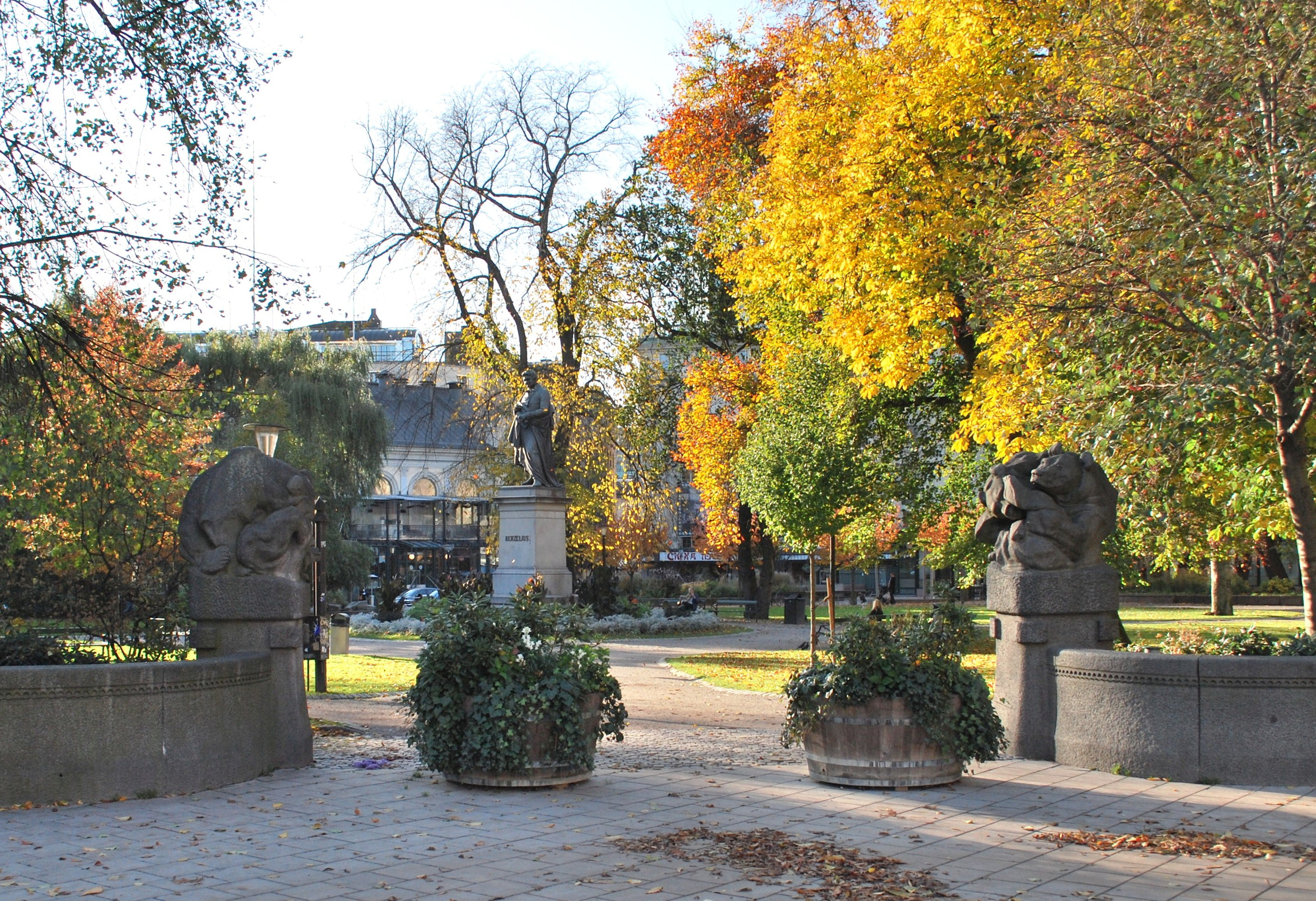
Parken sedd från Nybroplan.

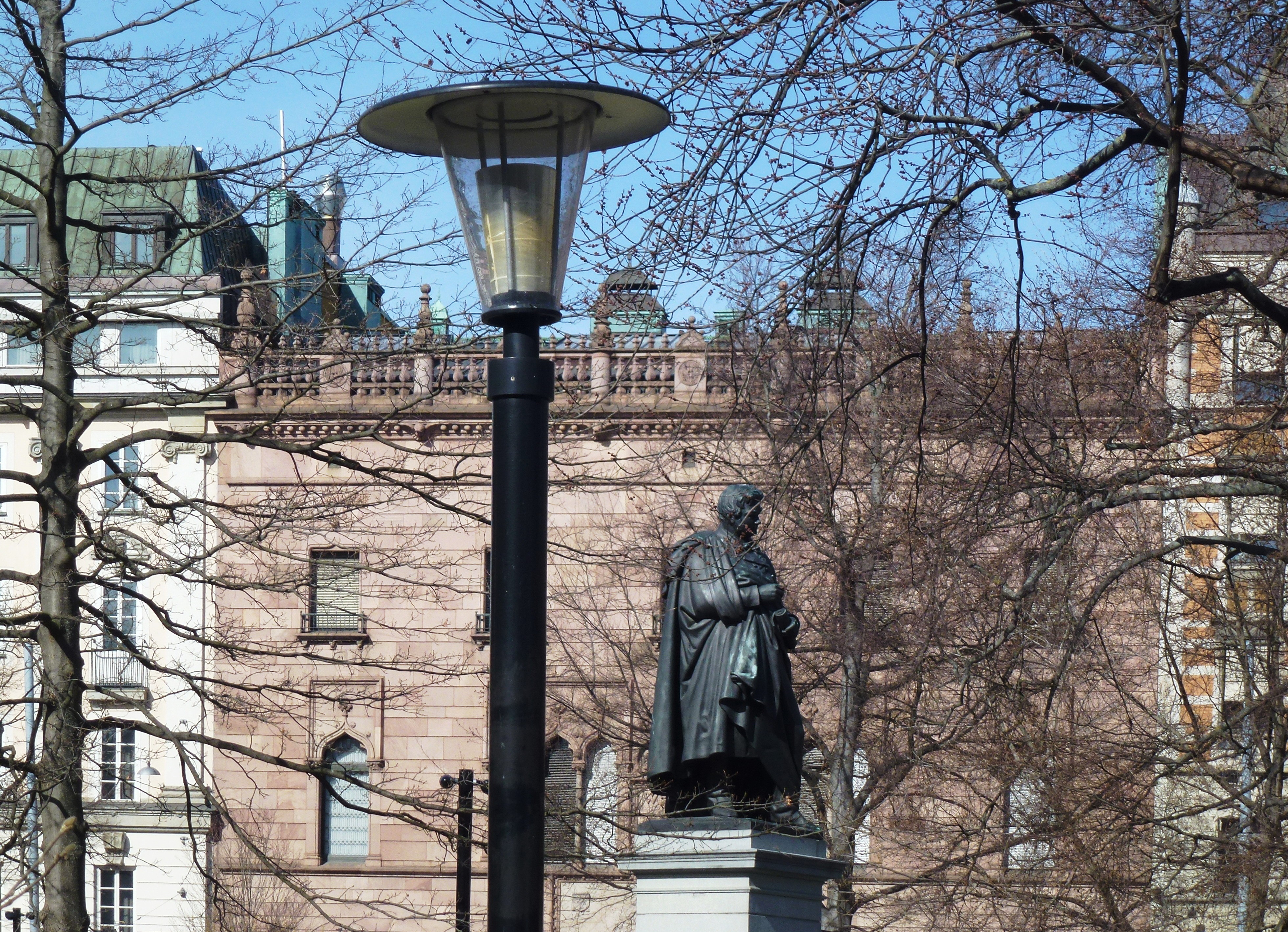
Parkarmatur "Berzeli" i Berzelii park, design Per Sundstedt.

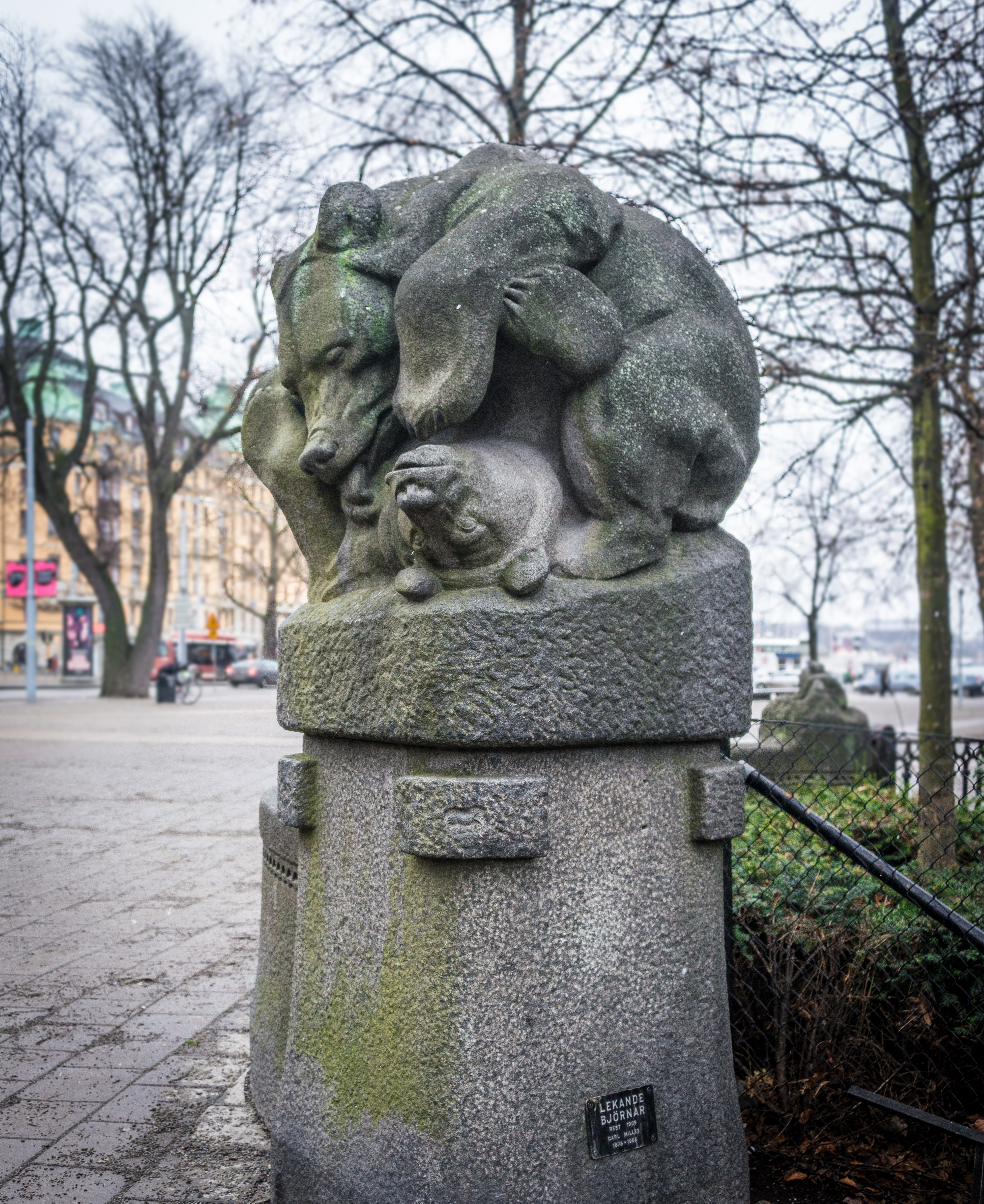
Carl Milles "Lekande björnar".

Innan parken anlades, utgjorde området den del av Nybroviken som kallades Packaretorgsviken eller "Katthavet". Viken, som till större delen bestod av träskmark, fylldes igen mellan 1838 och 1848 efter ett förslag från Karl XIV Johan. Delar av gjutjärnsräcket på parkens östra sida kommer från en stensatt kajanläggning vilken 1838 ersatte den gamla Ladugårdslandsbron som gick över Ladugårdslandsviken mellan nuvarande Arsenalsgatan och Nybrogatan.
Parken ritades av landskapsarkitekt Knut Forsberg och började anläggas 1852, och följande år kunde dess gräsmattor och grusgångar öppnas för stockholmarna. Heinrich Robert Berns öppnade 1854 ett schweizeri där Chinateatern nu ligger, vilket snabbt blev populärt och där bland annat August Blanche var stamkund.
Parken har sitt namn efter Jöns Jacob Berzelius (1779-1848), svensk kemist, professor vid Karolinska Institutet och sekreterare i Kungliga Vetenskapsakademien, som även står staty mitt i parken. Berzelius var den mest framstående svenske vetenskapsmannen under sin tid och en stor del av sitt liv bodde han i fastigheten på närliggande Nybrogatan 9. Efter hans död tog Vetenskapsakademien initiativ till att resa en staty över honom. Detta var unikt såtillvida att ingen staty tidigare rests över en vetenskapsman i Sverige, och kommenterades på följande sätt av den samtida pressen:
| ”                     | Den intygar för landet att en ny tid brutit fram, att nationalstorheten och majestätet icke mer representeras blott af regenten på tronen, att tankens segrar numera stå vid sidan af svärdets, att arbetets ära står öfver den yttre glansens och maktens, den fria personligheten högt öfver börden, till och med om denna leder till en kungakrona. | „ |
| – Illustrerad Tidning | |   |

Berzeliusstatyn i brons formgavs av Carl G Qvarnström. Medan man sökte efter en lämplig sten till statyns sockel fick statyn stå i en trälåda i parken, något som snart fick öknamnet "Berzelii skjul". Avtäckningen av statyn ägde rum klockan tre på natten 13 juli 1858, då man var rädd att den stora massan av nyfikna invigningsbesökare skulle trampa ner de nyplanterade och späda träden. I tidningen kunde man dagen efter läsa 
| ” | Snart trenne år jag stått på bara marken Uti den här bekanta Katthavsparken, Och inklämd i en klumpig furubur, Ohyvlad, fast den gör en slät figur. | „ |

Parken, som har haft flera namn, kallades först Nybrosquaren, därefter Berzelii lund, vilket snart ändrades till Berzeli park. 1863 öppnade Berns sitt nya etablissemang Berns salonger vid parkens södra sida. Stället blev snabbt blev ett populärt vattenhål och träffpunkt bland Stockholms borgerskap. 1939 minskades parkens gräsyta något samtidigt som en ny damm anlades framför Berns. 
På grindstolparna vid entrén till parken från Nybroplan finns två grupper av Lekande björnar huggna i granit av Carl Milles. Milles inspirerades av den så kallade Münchenskolan vars ideal kännetecknades av rena och fasta former. De restes 1909 och var speciellt avsedda för platsen. På stenmurarna i närheten finns även andra djurskulpturer skapade av konstnären.

### Berzelii-kravallerna
Sommaren 1951 var parken skådeplats för de så kallade Berzelii-kravallerna, då ungdomar samlades i parken efter att ha varit ute och roat sig. Kravallerna växte gradvis i styrka under ett antal kvällar efter att polisen gripit misstänkta brottslingar den 20 juli. När anhängare till dessa senare samma vecka kom till parken sände polisen en större styrka som röjde upp i området. Ytterligare ett par stökiga nätter följde, med gradvis fler deltagare, samt en motsvarad upptrappning från polisens sida och medias uppmärksamhet. Kulmen kom den 26 augusti när polis från fem städer kallades in tillsammans med  militärpolis, som ställdes mot omkring 3 000 civila. Då händelserna senare analyserades kom man fram till att både en rådande polisstrejk med avsevärt minskad bemanning till följd samt bristen på sysselsättning för sommarlediga ungdomar varit bidragande orsaker till kravallerna.

## Byggnader kring parken
- Berns
- Chinateatern
- Hallwylska museet
- Slovakiens ambassad
- Ladugårdslandsbron